# Cristian López
Cristian López Santamaría (Crevillente, provincia de Alicante, España, 27 de abril de 1989) es un futbolista español que juega como delantero para la A. D. Ceuta F. C. de la Primera Federación.

## Trayectoria
Nacido en Crevillente, Alicante, Comunidad Valenciana, Cristian jugó para diferentes equipos durante su juventud, incluyendo el equipo de su localidad natal, el Crevillente Deportivo y Alicante C. F. Hizo su debut con el primer equipo del Alicante C. F. durante la temporada 2007-08, temporada en la cual el equipo retornó a Segunda División de España tras una ausencia de cincuenta años.
Durante la temporada siguiente continuó jugando principalmente con el segundo equipo del Alicante F. C. en Tercera División, en una temporada en la cual el primer equipo volvió a descender. Debutó en Segunda División el 6 de junio de 2009, marcando un gol en la derrota de su equipo frente al Hércules C. F. en el derbi local.
Firmó por el Real Madrid Castilla en el verano de 2009, para jugar con el segundo equipo del Real Madrid en Segunda B. Terminó la temporada con diez goles, el segundo máximo goleador del equipo, que terminó octavo.
En enero de 2011 firmó por el Mestalla para jugar en Tercera División con el filial valencianista. Cristian logró anotar más de veinte goles, consiguiendo el ascenso del equipo a Segunda División B. La temporada 2012-13 la disputó con el Atlético Baleares, también en Segunda B.
El 24 de julio de 2013 se fue a prueba al Huddersfield Town, debutando contra el Real Betis, en una derrota 2-4 en un partido amistoso en el John Smith's Stadium, marcando en el siguiente partido de pretemporada contra el Oldham Athletic en otra derrota en este caso por 2-3. Tras estos partidos firmó el contrato definitivo con el club británico, siendo el primer jugador español,en la historia del club.
Cristian hizo su debut en la Football League Championship el 3 de agosto de 2013, entrando somo suplente desde el banquillo en una derrota por 0-1 contra el Nottingham Forest. El 10 de octubre se fue cedido al Shrewsbury Town de la Football League One. Anotó su primer gol en Inglaterra el 22 de octubre en el empate 1-1 de su equipo ante el Colchester United.
El 14 de marzo de 2014 se marchó al Northampton Town para el resto de la temporada. El 17 de julio del mismo año firmó por el Burgos C. F., anotando 13 goles en 36 partidos de Segunda División B. 
La temporada 2015-16 firmó por el CFR Cluj rumano. El 17 de agosto consiguió su primer gol en la victoria de su equipo por 1-0 frente al Petrolul Ploiesti. El 31 de agosto de 2015 consiguió un hat-trick en la victoria por 3-1 ante el FC Botosani. En el campeonato rumano anotó 13 goles y en 2016 ayudó al equipo a ganar la Copa de Rumania.
En la temporada 2016-17 llegó al Racing Club de Lens, firmando un contrato de dos años de duración con opción de renovación por una campaña más.
El 31 de agosto de 2018 se hizo oficial su fichaje por el Angers S. C. O. Un año después abandonó el club para marcharse a los Emiratos Árabes Unidos para jugar con el Hatta Club.
El 29 de febrero de 2020 fichó por la U. D. Las Palmas, club al que llegó libre tras finalizar en enero su contrato en el Hatta Club. En las filas del conjunto grancanario jugó 10 partidos sin anotar ningún tanto. Estuvo hasta final de curso y el 26 de agosto firmó por el Aris Salónica F. C. de Grecia.
El 1 de febrero de 2021 fue cedido el F. C. Cartagena hasta el final de la temporada. Tras la misma volvió a Grecia, donde estuvo un año más antes de seguir su carrera en el Club Deportivo Eldense para competir en la Primera Federación. Con este equipo consiguió ascender a Segunda División y en julio de 2023 fichó por la A. D. Ceuta F. C.